# 2022年印度誤射導彈事件

2022年3月9日，印度意外發射了一枚布拉莫斯導彈，其後該導彈墜毀在巴基斯坦境內。

## 事件
2022年3月9日下午6点43分，巴基斯坦空軍防空作戰中心在印度境內發現了一個高速飛行物體。
巴基斯坦軍方發言人巴巴爾·伊夫蒂哈爾表示，「從最初的航向，該物體突然轉向巴基斯坦領土並侵犯巴基斯坦領空，最終於下午6點50分墜毀在旁遮普省附近」。 
導彈墜毀在巴基斯坦旁遮普省附近，造成財產損失，但沒有傷亡。據空軍副元帥塔里克·齊亞稱，導彈在巴基斯坦境內飛行3 分 44 秒，並且在巴基斯坦領空飛行約 124 公里。據報道，導彈的發射點位於印度哈里亞納邦西爾薩附近並且從拉賈斯坦邦的蘇拉特加爾進入巴基斯坦。
較早時候部分媒體報道，一架飛機在該地區墜毀。

## 反應

### 巴基斯坦
巴基斯坦強烈譴責，並警告印度今後不要再制造同類事件。 
2022年3月11日，巴基斯坦外交部召見印度大使，就印度的「超音速飛行物」無端侵犯領空提出抗議，稱此類「不負責任的事件」反映了印度「無視空中安全」。
2022年3月12日，巴基斯坦外交部發表聲明，要求「進行聯合調查，以準確查明有關事件的事實」，同時拒絕新德里進行內部調查的決定。

### 印度
2022年3月11日，事件發生 48 小時後，印度國防部表示「技術故障導致導彈意外發射」 ，並且對事件「深感遺憾」。印度亦表示，已下令高級法院調查此事件。
儘管印度和巴基斯坦當局仍未證實，但消息人士稱，誤射的導彈為布拉莫斯導彈。 
據《印度時報》報道，像布拉莫斯這樣的常規導彈並沒有像印度戰略或核導彈一樣的「自毀程序」。
2022年8月23日，3 名印度空軍軍官因「偏離標準作業程序」需要對此事負責，印度政府立即將他們停役 。

### 其他
- 中國外交部發言人趙立堅呼籲對事件進行「徹底調查」，同時敦促印巴「加強信息共享」，並「及時建立通報機制，避免此類事件再次發生，防止誤判」。 [15]
- 美國國務院發言人內德·普萊斯在回答有關該事件時表示，「我們沒有跡象表明」印度向巴基斯坦發射導彈是「故意」。[16]